# Pyrus zangezura
Pyrus zangezura är en rosväxtart som beskrevs av Maleev. Pyrus zangezura ingår i släktet päronsläktet, och familjen rosväxter. Inga underarter finns listade i Catalogue of Life.